# Richard Kolkwitz
Richard Kolkwitz ( 23 de marzo de  1873 - 16 de abril de 1956) fue un botánico alemán nativo de Berlín. Estudió medicina en la Universidad de Berlín bajo la dirección de Adolf Engler (1844-1930) y Simon Schwendener (1829-1919), y de 1895 a 1900 fue asistente en la universidad bajo la dirección de Kny Leopold (1841-1916). Posteriormente, se convirtió en profesor de botánica en Berlín, y desde 1901 hasta 1938 dirigió también el Instituto prusiano encargado de la evaluación experimental para el abastecimiento de aguas y disposición de residuos. En 1954 se convirtió en profesor de botánica en la Universidad Libre de Berlín.
Kolkwitz es conocido por haber trabajado junto a Maximiliano Marsson (1845-1909) en el desarrollo de la "sistema saprófago" como una determinación biológica de la calidad del agua y los niveles de residuos orgánicos (contaminación) en los ríos y arroyos. Su metodología no era un análisis químico sino que se basa en los patrones de abundancia y distribución de las diversas especies biológicas. Se examinaron los patrones biológicos de aproximadamente 800 especies de plantas acuáticas e invertebrados en sus estudios, y produjo un índice de saprófagos de cuatro zonas para definir los niveles de la calidad del agua. El término "polisaprófago" se utiliza para entornos de río con una gran cantidad de materia orgánica en descomposición; "oligosaprófago" describe los lugares con la menor cantidad de residuos orgánicos, mientras que "alfa-y beta-mesosaprófago" moderadamente contaminadas en hábitats definidos. Posteriormente, este índice se amplió en nuevas zonas, con "xenosaprófago" para los menos contaminados y "ultrasaprófago" que tienen el más alto nivel de residuos.

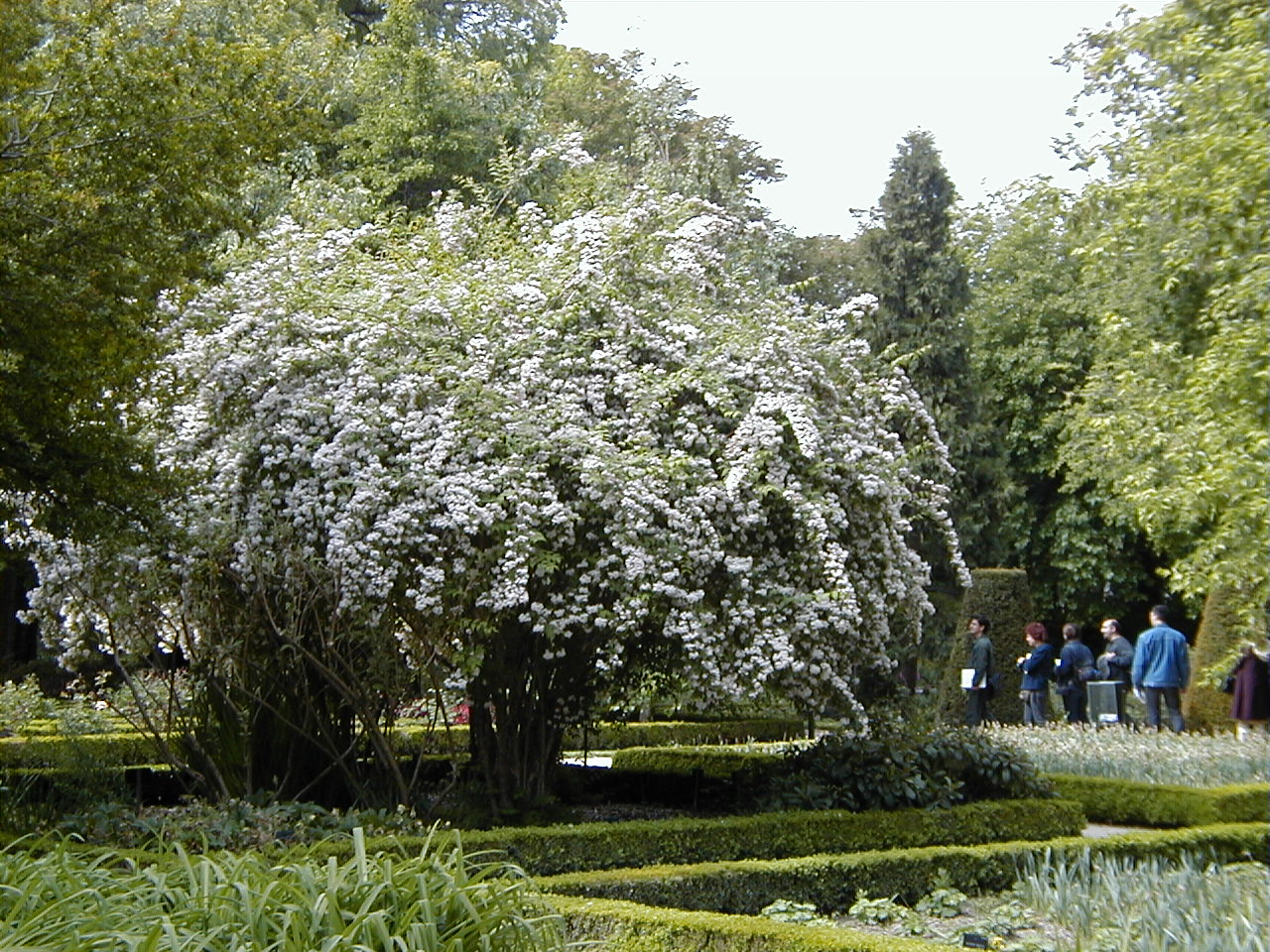
Kolkwitzia amabilis

## Honores
El género Kolkwitzia Graebn. lleva el nombre de Kolkwitz en su honor. Este género contiene una especie, Kolkwitzia amabilis.
También hay un dispositivo conocido en Alemania como Kolkwitzkammer que lleva su nombre, este es un instrumento utilizado para determinar la cantidad de células y agregados de células de fitoplancton.
- La abreviatura «Kolkw.» se emplea para indicar a Richard Kolkwitz como autoridad en la descripción y clasificación científica de los vegetales.[1]